# Veronica Kristiansen
Veronica Kristiansen (Stavanger, 10 de julho de 1990) é uma handebolista profissional norueguesa, medalhista olímpica.

## Carreira

### Carreira nos clubes
Kristiansen jogou pelos clubes Mjøndalen IF e Reistad IL, e depois pelo IK Våg de 2009 a 2011. Com o Våg, ela ficou em segundo lugar na Copa da Noruega em 2011. De 2011 a 2015, ela jogou pelo Glassverket IF e ficou em segundo lugar na Liga Norueguesa com o Glassverket em 2015.
Ela jogou pelo clube dinamarquês FC Midtjylland de 2015 a 2018, e ganhou a Copa da Dinamarca com este clube em 2015. A partir de 2018, ela jogou pelo clube húngaro Győri ETO KC, vencendo o Campeonato Húngaro em 2018/2019. Ela também ganhou a Liga dos Campeões da EHF com Győr em 2019 e 2024.

### Carreira internacional
Jogando pela seleção norueguesa, Kristiansen ganhou a medalha de ouro no Campeonato Europeu de Handebol Feminino de 2014. Ela ganhou a medalha de ouro com a Noruega no Campeonato Mundial de Handebol Feminino de 2015, derrotando a Holanda na final. Nas Olimpíadas de Verão de 2016, ela ganhou a medalha de bronze com a Noruega, depois de perder a semifinal para a Rússia, e vencer a final de bronze contra a Holanda.
No Campeonato Europeu de Handebol Feminino de 2016, na Suécia, ela ganhou uma medalha de ouro com a equipe norueguesa. Ela também jogou no Campeonato Mundial de Handebol Feminino de 2017, na Alemanha, quando a Noruega ganhou as medalhas de prata.
Ela ganhou outra medalha de ouro com a Noruega no Campeonato Europeu de Handebol Feminino de 2020 na Dinamarca. Nas Olimpíadas de Verão de 2020, realizadas em 2021, ela ganhou a medalha de bronze com a equipe norueguesa. Ela ganhou a medalha de ouro com a equipe norueguesa no Campeonato Mundial de Handebol Feminino de 2021. Nos Jogos Olímpicos de Verão de 2024, em Paris, conquistou a medalha de ouro no torneio feminino do handebol, após vencer na final confronto contra a equipe francesa por 29–21.